# Cima Presanella
Cima Presanella (3558 m s.l.m.) è una montagna delle Alpi Retiche meridionali, ed è la vetta più alta che si trova completamente in territorio trentino e dell'omonimo gruppo e delle Alpi dell'Adamello e della Presanella.

## Prime ascensioni
La prima ascensione alpinistica alla cima della Presanella è avvenuta il 25 agosto 1864 da una cordata composta dagli alpinisti D. W. Freshfield, M. Beachcroft e I. D. Walker, con Francois Devouassoud, guida di Chamonix, e B. Delpero, portatore di Vermiglio. La spedizione si mosse da Vermiglio e conquistò, oltre alla vetta principale, anche le altre due cime che l'affiancano, Cima Gabbiolo e Cima di Vermiglio.
Un altro alpinista rimasto famoso, il boemo Julius von Payer, assieme alla guida alpina Girolamo Botteri, il 17 settembre 1864 (ossia il giorno seguente la conquista da parte sua della vetta dell'Adamello) tentò l'assalto alla Cima Presanella, convinto di effettuare, come per l'Adamello, la prima ascensione assoluta. Arrivato in cima, con condizioni atmosferiche non particolarmente favorevoli, Payer scoprì con sua grande amarezza che la cordata di Freshfield l'aveva preceduto.

## Itinerari
Le vie normali di salita alla vetta della Cima Presanella, sono tre: una dal versante rivolto verso la Val di Sole, le altre due dal versante che guarda la Val Genova e la Val Nambrone. Tutte e tre sono percorribili solo da alpinisti esperti e dotati della necessaria attrezzatura. Le più frequentate sono la via normale Est-Sud-Est e la via normale dal versante Ovest.
- Via Normale Est-Sud-Est[3]: l'itinerario ha inizio al rifugio Segantini (2373 m) in alta val d'Amola. Si risale una costa morenica sino alla Bocchetta di Monte Nero (3078 m) sotto l'omonima cima. Con alcuni passaggi su roccette (II grado esposto) e la risalita di un canale con fondo detritico si raggiunge il Bivacco Orobica (3382 m) e quindi, su sfasciumi e detriti, la vetta. L'itinerario richiede circa 4 ore e 30 minuti, ed è classificato in base alla difficoltà complessiva come PD (poco difficile). Richiede comunque una certa esperienza e l'utilizzo di tecniche di assicurazione.
- Via Normale Ovest[4]: la via normale dal versante della Val di Sole è un percorso puramente alpinistico su ghiacciaio. Inizia al Rifugio Stavèl Francesco Denza (2298 m) e risale la Vedretta Presanella sino al Passo Cercen (3022 m) da cui piega verso est, rimontando la parte superiore del ghiacciaio sino alla Sella Freshfield (3375 m), tra il Monte Gabbiolo e la Cima di Vermiglio, da cui risale in breve alla vetta. Si tratta di un percorso che richiede l'uso di attrezzatura da ghiacciaio ed è più che mai rivolto ad alpinisti esperti; richiede 4 ore e 30 minuti ed è comunque classificato come F (facile) in quanto, a parte i rischi oggettivi connessi all'attraversamento del ghiacciaio, non presenta particolari difficoltà dal punto di vista tecnico.
- Via Normale Sud[5]: l'itinerario inizia al bivacco Presanella "Vittorio Roberti" (2205 m), al quale si accede dalla val Genova in 3,5 ore di cammino. Dal bivacco si segue dapprima il filo dell'antica morena, quindi si sale lungamente per pietraie e si costeggiano le pareti rocciose che scendono da destra fino a una conca di blocchi in vista della cima. Si risale per tracce il ripido pendio poco a est della vetta, fino alla cresta da cui in breve alla cima. La salita - quasi integralmente segnalata con segni bianchi e rossi o con ometti - si mantiene sempre a destra della vedretta di Nardis, che non si tocca mai. L'itinerario richiede circa 3 ore e 30 minuti ed è classificato come F (facile).

Numerosi altri itinerari di maggior difficoltà sono stati tracciati sulla parete est, sulla cresta nord est e sulla parete nord.

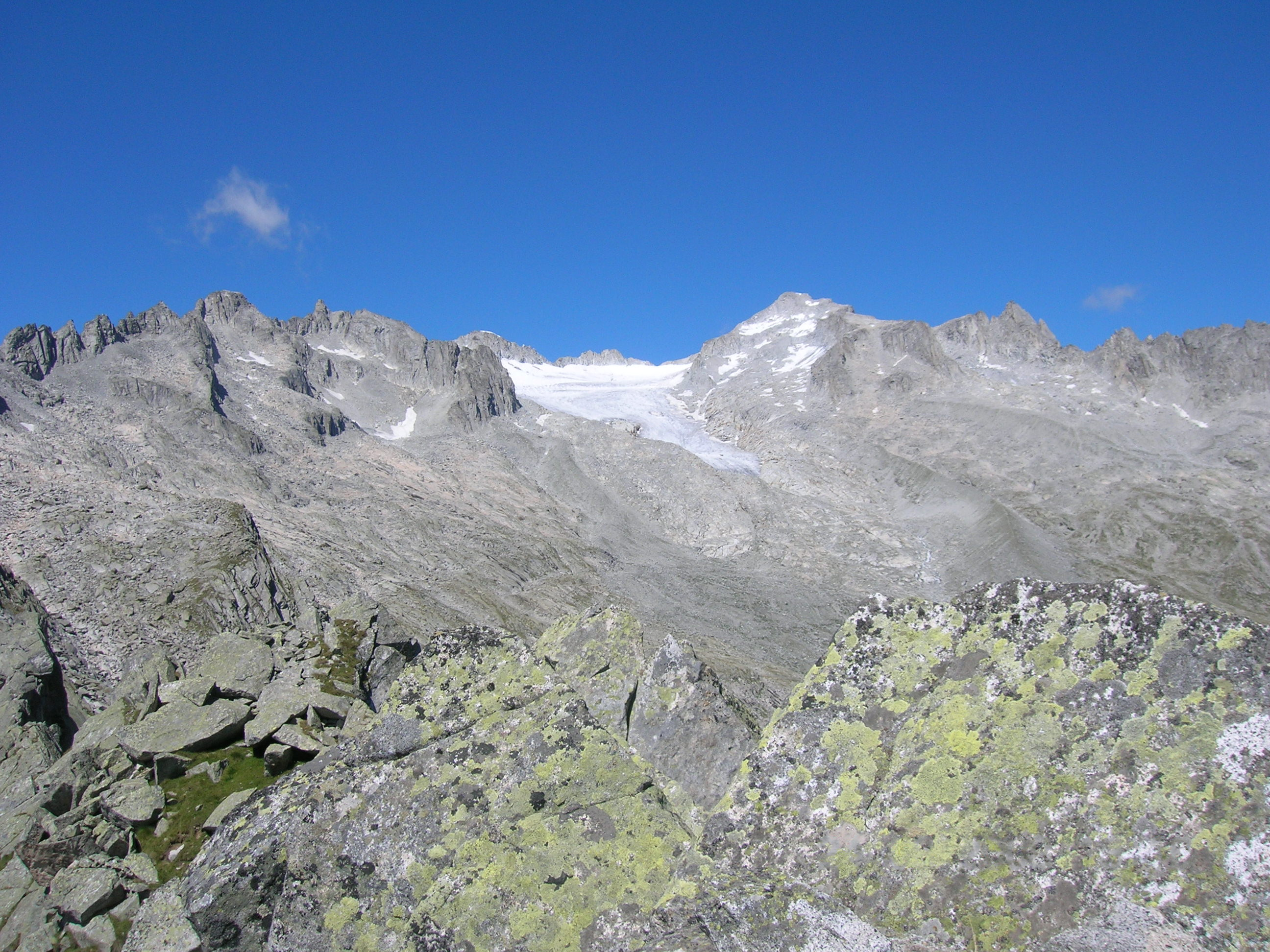
La Presanella e l'alta val Nardis

- Parete nord: l'itinerario più frequentato dopo le vie normali è quello classico per la pala ghiacciata della parete nord (dislivello 500 m, pendenza fino a 55 gradi, difficoltà AD+; prima salita Grandi e Crugnola, 22 luglio 1949; prima discesa in sci H. Holzer, 8 luglio 1972); altri itinerari più impegnativi sono stati tracciati anche recentemente sulla vasta parete nord tra la Presanella e la Cima di Vermiglio, ma vengono percorsi più raramente.
- Cresta nord est, dalla Bocca d'Amola: salita già nel 1881, è abbastanza frequentata (dislivello 500 m, terreno misto: neve, ghiaccio, passaggi fino al terzo grado, difficoltà AD+).
- Parete est: è la meno frequentata; al centro sale la Via delle Guide (dislivello 550 m, difficoltà IV e V grado; prima salita G. Alimonta, Bruno e Catullo Detassis, S. Serafini e N. Vidi, guide di Campiglio, 8 settembre 1949); altre vie sulla parete sono state tracciate anche recentemente.

## La Grande Guerra
Durante la prima guerra mondiale, la cresta passo Gabbiolo (3377 m) - Ago di Nardis (3289 m) - Croz delle Baracche (3100 m) - Cima Tamalè (2582 m), che delimita a ovest la val Nardis, fu presidiata dagli austriaci. Le postazioni erano rifornite con una teleferica che da Pinzolo saliva con tre tronchi fino a quota 3244 m, sulla cresta est dell'Ago. Nei pressi della cima della Presanella, fu eretto un baracchino dal quale si fornivano telefonicamente informazioni per il puntamento ai due obici dell'Ago di Nardis. La piccola costruzione è stata in seguito schiacciata e distrutta dal ghiaccio.

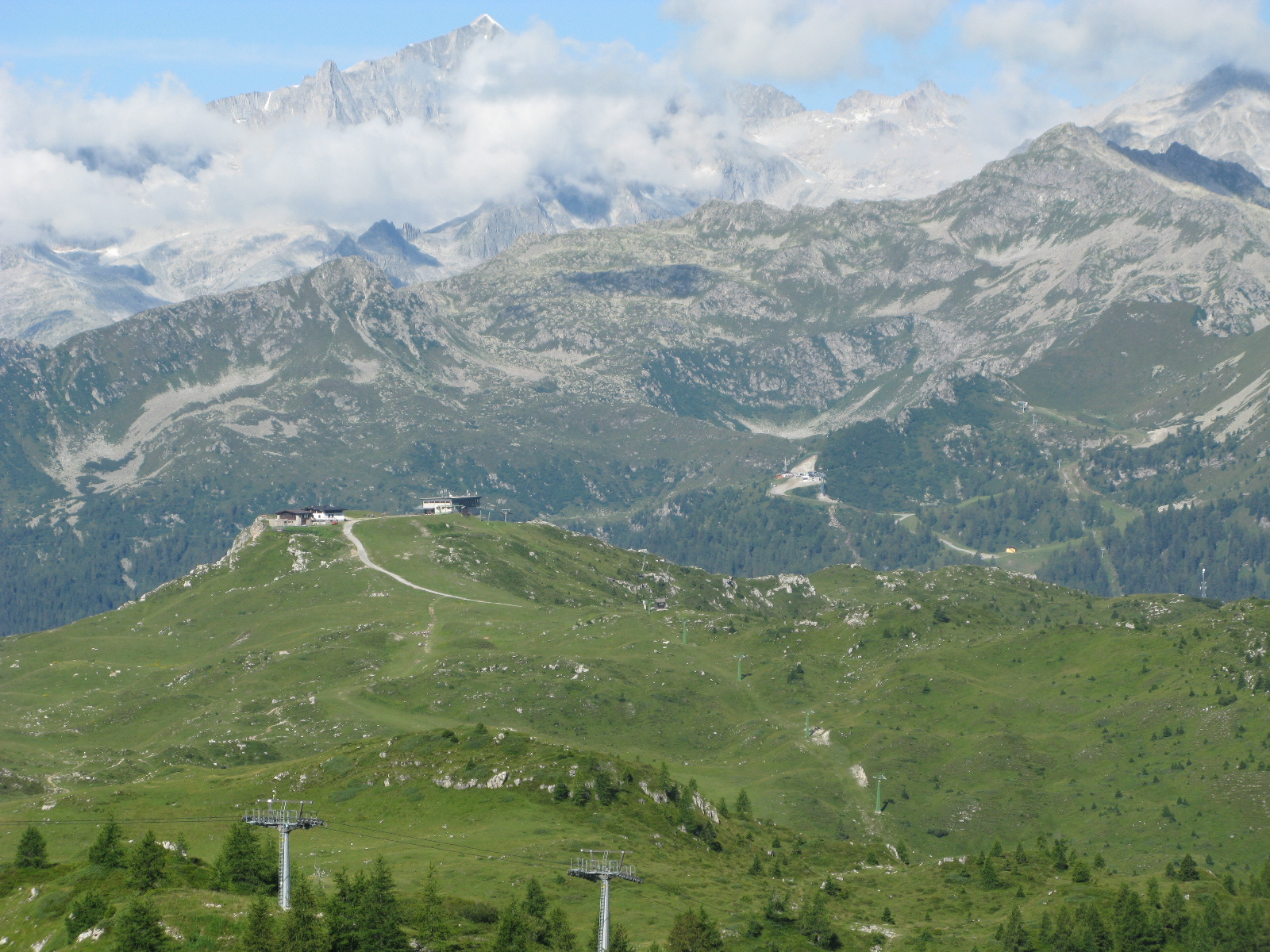
Parco naturale provinciale dell'Adamello-Brenta - Monte Spinale (primo piano) e Presanella (sullo sfondo)

Nell'estate 2000, alle pendici di Punta Botteri, in alta Val Nardis, è riaffiorato dal ghiaccio un cannone austriaco da 10,4 cm modello 1915 di fabbricazione Skoda. Il cannone, non più trattenuto dal ghiaccio, rischiava di scivolare lungo il ripido pendio. Il Servizio Beni Culturali della Provincia autonoma di Trento ha quindi organizzato una complessa operazione di recupero: il 12 agosto 2003, con la collaborazione delle guide alpine, del Museo della Guerra Bianca in Adamello, degli artificieri della Guardia di Finanza, il cannone - del peso di 32 quintali - è stato trasferito con un elicottero al passo del Tonale e quindi a Trento, per il restauro.
La collocazione definitiva del cannone è stata oggetto di polemiche tra chi, come la SAT e il Parco naturale Adamello Brenta, proponeva di ricollocarlo nei pressi del luogo di ritrovamento, e chi proponeva di collocarlo presso il museo della guerra di Rovereto o comunque in area abitata - anche questa a sua volta oggetto di discussioni. Nel 2006, anche per mantenere il reperto in ambiente protetto, si è deciso che dopo il restauro il Cannone della Presanella sia esposto al pubblico a Giustino (TN), nel cui territorio comunale è avvenuto il ritrovamento.